# Friedrich Kitschelt

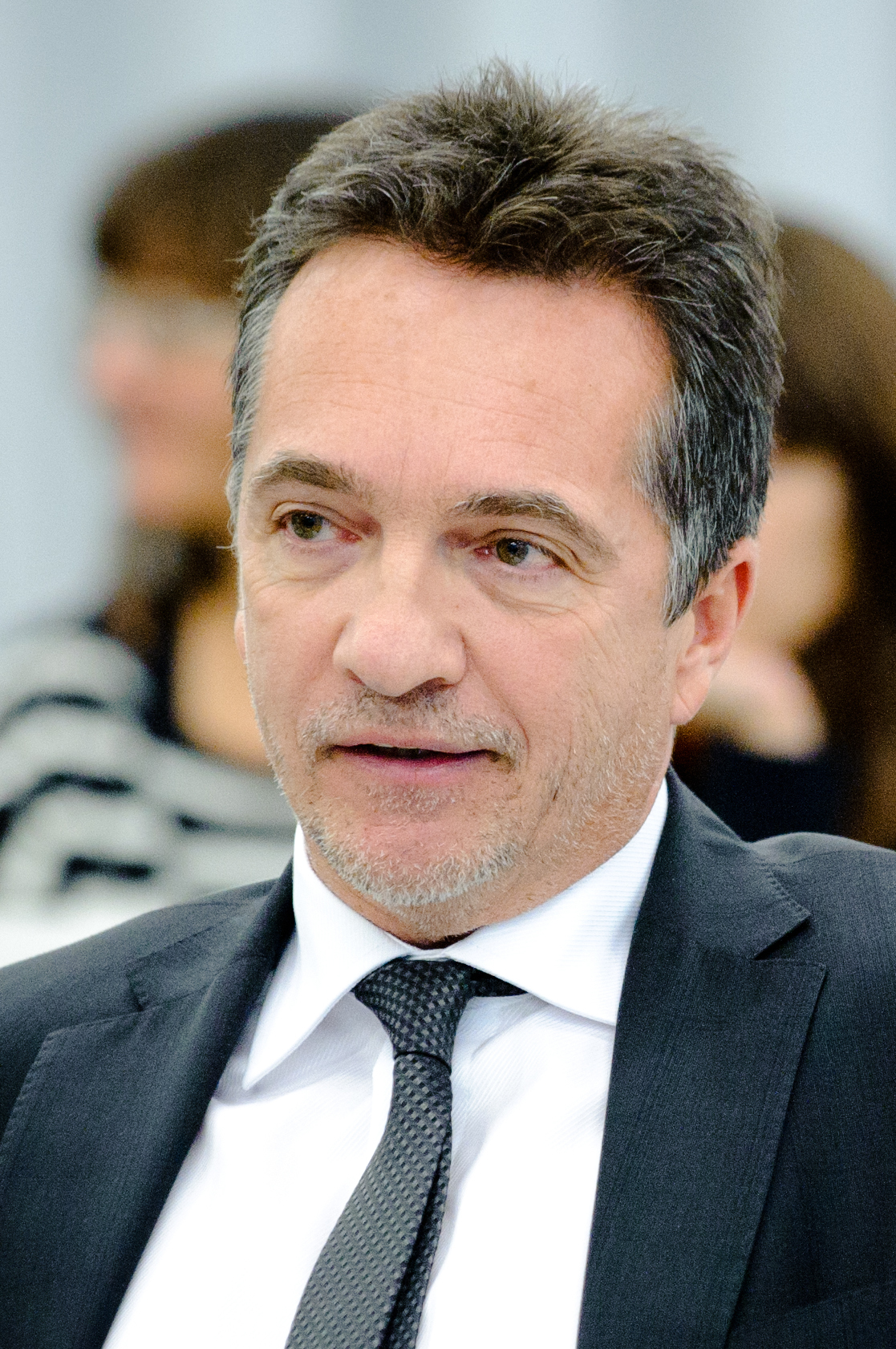
Friedrich Kitschelt, 2010

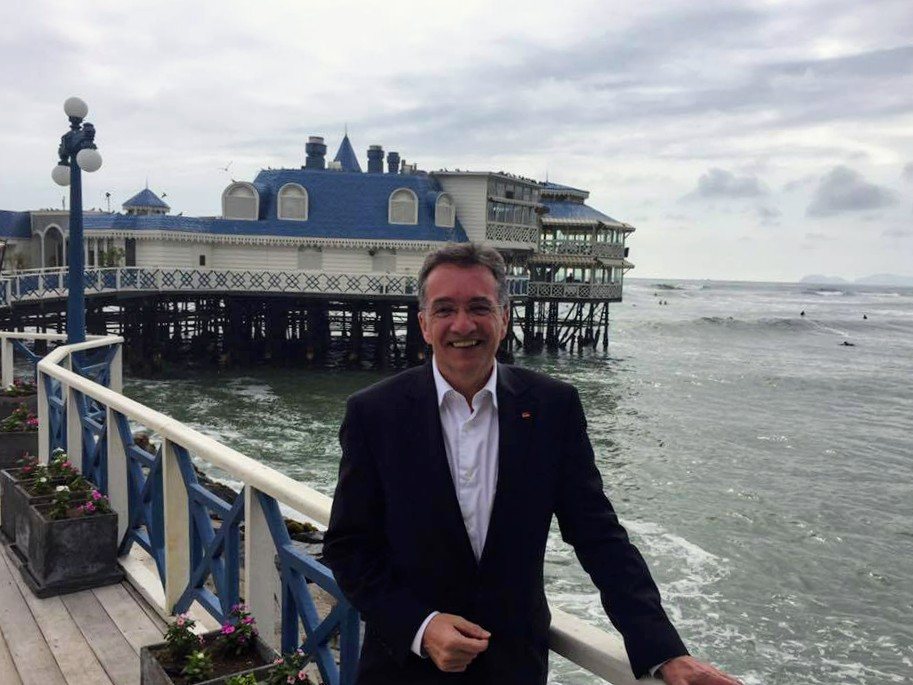
Friedrich Kitschelt, 2017

Friedrich Kitschelt (* 24. Oktober 1957 in Köln) ist ein ehemaliger Ministerialbeamter. Er war unter anderem beamteter Staatssekretär im Bundesministerium für wirtschaftliche Zusammenarbeit und Entwicklung. 

## Leben
Friedrich Kitschelt ist ausgebildeter Journalist. Er studierte Soziologie, Volkswirtschaftslehre und Jura von 1977 bis 1982 an den Universitäten Bielefeld und Köln. In Bielefeld wurde er 1985 im Fach Soziologie promoviert mit dem Thema: Die Kunst zu überleben. Reproduktionsstrategien von Fischern in Jamaika. Der theoretische Bezugsrahmen der Dissertation stützte sich auf Karl Marx und Rosa Luxemburg und entwickelte in der Kritik dieser Ansätze ein entscheidungstheoretisches Modell.
Mehr als zwölf Jahre arbeitete Kitschelt im Ausland. Nach einem Forschungsaufenthalt in Jamaika war er von 1985 bis 1989 für die Deutsche Gesellschaft für Technische Zusammenarbeit (GTZ) in Indien tätig, bevor er 1989 als Persönlicher Redenschreiber von Bundesminister Jürgen Warnke (CSU) in das  Bundesministerium für wirtschaftliche Zusammenarbeit und Entwicklung (BMZ) wechselte. Nach einer Auslandsverwendung von 1991 bis 1995 an der Deutschen Botschaft in Nairobi und einer Tätigkeit als stellvertretender Leiter des BMZ-Referates Zentrale Evaluierung übernahm er von 1997 bis 2000 die Leitung des Referates Nord-Süd-Beziehungen und Menschenrechtspolitik der Bundesregierung im Bundeskanzleramt. Danach fungierte er als Referatsleiter bei der Ständigen Vertretung in Brüssel sowie im Anschluss des als Europa-Beauftragter und Leiter des Europa-Referates im BMZ. Von 2008 bis 2010 wurde Friedrich Kitschelt zum Unterabteilungsleiter für Asien, Südosteuropa und Beauftragter für Afghanistan bestellt. 2010–2013 leitete er als Ministerialdirektor die Abteilung Afrika, Lateinamerika; Globale und sektorale Aufgaben im BMZ. Seit Januar 2014 ist Friedrich Kitschelt beamteter Staatssekretär beim Bundesminister für wirtschaftliche Zusammenarbeit und Entwicklung. Des Weiteren ist Friedrich Kitschelt Aufsichtsratsvorsitzender der Gesellschaft für Internationale Zusammenarbeit (GIZ) GmbH, Vorsitzender des Kuratoriums des Deutschen Institut für Entwicklungspolitik (DIE), Mitglied des Kuratoriums der Stiftung Entwicklung und Frieden (SEF) und Mitglied des Planungsausschusses der Konrad-Adenauer-Stiftung.
Friedrich Kitschelt wurde im April 2018 in den Ruhestand verabschiedet. Er wechselte zu einer Tätigkeit als Politik-, Management- und Unternehmensberater sowie als freier Gutachter. Kitschelt ist verheiratet und hat zwei Kinder.

## Kontroversen
Der Spiegel berichtete 2015 darüber, dass eine Mitarbeiterin des BMZ gegen das Ministerium vor dem Verwaltungsgericht Köln klage. Die BMZ-Beamtin warf der Ministeriumsleitung um Gerd Müller (CSU) vor, die Abteilungsleiterin Ursula Müller dazu gedrängt zu haben, der Klägerin rückwirkend ein schlechteres Arbeitszeugnis auszustellen. Ziel sei es gewesen, Gunther Beger auf den von ihr angestrebten Posten zu bringen. Beger sei ein Parteifreund und langjähriger Mitarbeiter von Gerd Müller. Staatssekretär Friedrich Kitschelt soll im Mai 2015 Ursula Müller massiv bedrängt haben, die Noten der Betroffenen zu verschlechtern. Als sich Ursula Müller weigerte und den Minister informierte, wurde sie nach Washington versetzt und Beger wie geplant zwei Stufen befördert.
Die taz berichtete 2015, einige Pegida-Anhänger, die um den Dresdner Unternehmer Reiko Beil Kontakt suchten, wollten sich mit dem Bundestagsabgeordneten Arnold Vaatz zu den internationalen Bemühungen der Bundesregierung zur Fluchtursachenbekämpfung austauschen. Zwecks fachpolitischer Erläuterung war vorgesehen, dass die Programme vom zuständigen Staatssekretär präsentiert werden sollten. Der Termin kam aber nicht zustande, er wurde wegen heftiger Kritik abgesagt.